# GSC3451-1064
GSC3451-1064 — хімічно пекулярна зоря спектрального класу A2, що має видиму зоряну величину в смузі V приблизно 11,0.